# The Best of Me (David Foster)
"The Best of Me" is de debuut solo-single van de Canadeze zanger David Foster, uitgebracht in februari 1983. 
De ballad was het titelnummer van zijn solodebuutalbum  uitgebracht in november 1983. Foster schreef het nummer in 1982 samen met Jeremy Lubbock en Richard Marx.
Het nummer geniet vooral bekendheid door de verscheidene coverversies die zijn uitgebracht.

## Versie van David Foster & Olivia Newton-John
David Foster nam het nummer opnieuw op, nu als duet met de Australische zangeres Olivia Newton-John, voor zijn soloalbum uit 1986 . De singlebereikte nummer 6 in de Billboard Adult Contemporary-hitlijst en nummer 80 in de Billboard Hot 100-hitlijst. In Canada werd de derde plek behaald. 

## Versie van Cliff Richard
De Engelse zanger Cliff Richard selecteerde het nummer voor zijn honderdste single het Verenigd Koninkrijk in 1989. Het nummer werd uitgebracht op 30 mei 1989 en kwam binnen op nummer 2 in de UK Singles Chart. Ook in Ierland werd de tweede plaats gehaald. In Nederland kwam het nummer niet verder dan plek 55, in Vlaanderen plek 32.
Voordat hij zijn deze single uitbracht nodigde Richard tweeduizend Britse fans uit in het London Palladium om naar zes nummers van zijn aanstaande album, Stronger, te luisteren. De fans mochten stemmen welk van deze zes de honderdste single zou worden. Bij deze verkiezing legde "The Best of Me" het af tegen "Stronger Than That". Desondanks koos Richard voor "The Best of Me", omdat de tekst van dit nummer goed pastte bij de mijlpaal van honderd singles.

### NPO Radio 2 Top 2000
The Best of Me stond alleen in 1999 in de NPO Radio 2 Top 2000, op plek 920.